# Software pentru gestiunea lanțului de aprovizionare
Software-ul pentru gestiunea lanțului de aprovizionare (SCMS, din engleză Supply-chain-management software) este o soluție software folosită în executarea operațiunilor din lanțul de aprovizionare, gestionarea relațiilor cu furnizorii și controlul proceselor de afaceri asociate.
De obicei, capabilitățile software includ:
1. Preluarea și prelucrarea comenzilor de la clienți
2. Achiziționarea
3. Vânzarea și distribuția
4. Gestiunea stocurilor
5. Recepția mărfurilor și gestionarea depozitului
6. Gestionarea furnizorilor

Multe soluții SCMS includ și un pas de prognozare. Astfel de instrumente încearcă să echilibreze discrepanța între cerere și ofertă (optimizarea stocurilor) prin îmbunătățirea proceselor de afaceri și prin utilizarea unor algoritmi și analize ale consumului pentru a planifica mai adecvat nevoile viitoare. Soluțiile SCM sunt, de cele mai multe ori, modulare. Sunt incluse funcționalități de bază care pot fi activate în funcție de specificul activității beneficiarului. Există companii care pot personaliza aceste module conform cerințelor specifice. De asemenea, SCMS include tehnologii de integrare care permit organizațiilor să efectueze online tranzacții cu partenerii din lanțul de aprovizionare. Arhitectura acestor soluții SCM este de obicei foarte complexă.
De asemenea, integrarea cu softul de contabilitate este necesară pentru majoritatea companiilor care se află în managementul lanțului de aprovizionare. Acest lucru facilitează gestionarea ușoară a contabilității pentru companii. Un proces integrat de achiziții și vânzări permite organizațiilor să își gestioneze ușor și eficient activitățile de zi cu zi.

## Warehouse Management System (WMS)
Warehouse Management System este o parte a unui sistem informatic integrat, cu rolul de a gestiona marfa din depozit, de la recepție până la expedierea către clienți.
Soluția WMS urmărește colectarea, recepția, inventarierea, depozitarea și expedierea mărfii, oferind informații în timp real.